# Боген, Альберт
Альберт Боген, впоследствии Альберт Богати (нем. Albert Bogen, венг. Bógathy Albert; 8 апреля 1882 — 14 июля 1961) — австро-венгерский и венгерский фехтовальщик, призёр Олимпийских игр.
Альберт Боген родился в 1882 году в Надь-Кикинде (сегодня — Кикинда в Сербии), был офицером австро-венгерской армии. В 1912 году на Олимпийских играх в Стокгольме в составе команды Австрии завоевал серебряную медаль.
После Первой мировой войны и распада Австро-Венгрии Альберт Боген стал гражданином Венгрии и сменил фамилию на «Богати». В составе сборной Венгрии он в 1928 году принял участие в Олимпийских играх в Амстердаме, но не завоевал медалей.
В 1906 году у Альберта родилась дочь Эрна, которая в 1932 году также стала призёркой Олимпийских игр. Также у Альберта Богена сын, золовка и внук - олимпийские медалисты.